# ヘンリー・オルデンバーグ

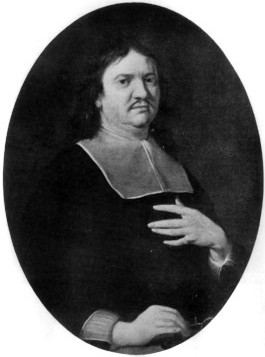
ヘンリー・オルデンバーグ

ヘンリー・オルデンバーグ（Henry Oldenburg、ドイツ語名、Heinrich Oldenburg、1618年頃 - 1677年9月5日）はドイツ生まれでイギリスで活躍した科学者、王立協会の初代事務総長である。最初の成功した学術雑誌Philosophical Transactionsを発行するなど、科学情報のネットワークの基礎を造り上げた。

## 略歴
ブレーメンに生まれた。ブレーメンのギムナジウムと、短い間ユートレヒトに学んだ後、イギリス貴族のチュータ（個人教授）などをした。1653年ブレーメン市議会の外交官としてイギリスに渡った。数年で私人として活動しオクスフォードの科学者グループに加わり、1660年に設立された王立協会の初期のメンバーになった。1662年王立協会の事務総長に任命された。
1665年頃オルデンバーグの個人の資金で、王立協会の紀要（論文誌）、フィロソフィカル・トランザクションズ（Philosophical Transactions）の発行を始めた。科学技術の研究成果がすみやかに公開されるシステムが作られたことは科学史において重要な進展であった。
1677年4月、イギリスへの帰化申請が認められるが、その5ヶ月後に病死した。

## 評伝
- 『オルデンバーグ』　金子務　著　中公叢書（2005)